# Marcus Ehning
Marcus Ehning (Südlohn, 19 de abril de 1974) é um ginete de elite alemão, especialista em saltos, campeão olímpico. 

## Carreira
Marcus Ehning representou seu país nos Jogos Olímpicos de 2000, e 2012 na qual conquistou a medalha de ouro nos saltos equipes em 2000.